# Saturn Award för bästa fantasyfilm
Saturn Award för bästa fantasyfilm är ett filmpris som delas ut av Academy of Science Fiction, Fantasy & Horror Films.

## 1970-talet
| År                            | Film                                              |
| ----------------------------- | ------------------------------------------------- |
| 1973 (2nd)                    | Sinbads fantastiska resa                          |
| 1974/75 (3rd)                 |                                                   |
| Doc Savage: The Man of Bronze |                                                   |
| 1976 (4th)                    |                                                   |
| The Holes (Les gaspards)      |                                                   |
| At the Earth's Core           |                                                   |
| Fågel blå                     |                                                   |
| Bugsy Malone                  |                                                   |
| Den sju-procentiga lösningen  |                                                   |
| 1977 (5th)                    | Min polare Gud                                    |
| 1977 (5th)                    | Peter och draken Elliott                          |
| 1977 (5th)                    | Sinbad och tigerns öga                            |
| 1977 (5th)                    | The Slipper and the Rose: The Story of Cinderella |
| 1977 (5th)                    | Wizards                                           |
| 1978 (6th)                    | Himlen kan vänta ‡                                |
| 1978 (6th)                    | Sagan om ringen                                   |
| 1978 (6th)                    | The Marvelous Visit (La Merveilleuse Visite)      |
| 1978 (6th)                    | Den långa flykten                                 |
| 1978 (6th)                    | The Wiz                                           |
| 1979 (7th)                    | Mupparna                                          |
| 1979 (7th)                    | Dinner for Adele                                  |
| 1979 (7th)                    | Arabian Adventure                                 |
| 1979 (7th)                    | The Last Wave                                     |
| 1979 (7th)                    | Nutcracker Fantasy                                |

## 1980-talet
| År             | Film                                            |
| -------------- | ----------------------------------------------- |
| 1980 (8th)     | Någonstans i tiden                              |
| 1980 (8th)     | Den blå lagunen                                 |
| 1980 (8th)     | The Ninth Configuration                         |
| 1980 (8th)     | Oh, God! Book II                                |
| 1980 (8th)     | Karl-Alfred                                     |
| 1981 (9th)     | Jakten på den försvunna skatten ‡               |
| 1981 (9th)     | Gudarnas krig                                   |
| 1981 (9th)     | Drakdödaren                                     |
| 1981 (9th)     | Excalibur                                       |
| 1981 (9th)     | Micke och Molle: Vänner när det gäller          |
| 1982 (10th)    | Den mörka kristallen                            |
| 1982 (10th)    | Conan Barbaren                                  |
| 1982 (10th)    | Brisby och Nimhs hemlighet                      |
| 1982 (10th)    | Det grymma svärdet                              |
| 1982 (10th)    | Zapped!                                         |
| 1983 (11th)    | Oktoberfolket                                   |
| 1983 (11th)    | High Road to China                              |
| 1983 (11th)    | Krull                                           |
| 1983 (11th)    | Never Say Never Again                           |
| 1983 (11th)    | Octopussy                                       |
| 1984 (12th)    | Ghostbusters                                    |
| 1984 (12th)    | Greystoke: Legenden om Tarzan, apornas konung   |
| 1984 (12th)    | Indiana Jones och de fördömdas tempel           |
| 1984 (12th)    | Den oändliga historien                          |
| 1984 (12th)    | Splash                                          |
| 1985 (13th)    | Ladyhawke                                       |
| 1985 (13th)    | Remo – obeväpnad, men livsfarlig                |
| 1985 (13th)    | Oz – en fantastisk värld                        |
| 1985 (13th)    | Kairos röda ros                                 |
| 1985 (13th)    | Tempelmysteriet                                 |
| 1986 (14th)    | The Boy Who Could Fly                           |
| 1986 (14th)    | Resan till Amerika                              |
| 1986 (14th)    | Crocodile Dundee – en storviltjägare i New York |
| 1986 (14th)    | The Golden Child                                |
| 1986 (14th)    | Labyrint                                        |
| 1987 (15th)    | Bleka dödens minut                              |
| 1987 (15th)    | Batteries Not Included                          |
| 1987 (15th)    | Date with an Angel                              |
| 1987 (15th)    | Bigfoot och Hendersons                          |
| 1987 (15th)    | Iskallt uppdrag                                 |
| 1987 (15th)    | Häxorna i Eastwick                              |
| 1988 (16th)    | Vem satte dit Roger Rabbit                      |
| 1988 (16th)    | Big                                             |
| 1988 (16th)    | Landet för längesedan                           |
| 1988 (16th)    | Scrooged – spökenas hämnd                       |
| 1988 (16th)    | Willow                                          |
| 1988 (16th)    | Ombytta roller på Baker Street                  |
| 1989/90 (17th) | Ghost ‡                                         |
| 1989/90 (17th) | Baron Münchausens äventyr                       |
| 1989/90 (17th) | Always                                          |
| 1989/90 (17th) | Batman                                          |
| 1989/90 (17th) | Dick Tracy                                      |
| 1989/90 (17th) | Drömmarnas fält ‡                               |
| 1989/90 (17th) | Gremlins 2 – Det nya gänget                     |
| 1989/90 (17th) | Indiana Jones och det sista korståget           |
| 1989/90 (17th) | Teenage Mutant Ninja Turtles                    |

## 1990-talet
| År          | Film                                       |
| ----------- | ------------------------------------------ |
| 1991 (18th) | Edward Scissorhands                        |
| 1991 (18th) | Himlen tur eller retur?                    |
| 1991 (18th) | Fisher King                                |
| 1991 (18th) | If Looks Could Kill                        |
| 1991 (18th) | Robin Hood: Prince of Thieves              |
| 1991 (18th) | Warlock                                    |
| 1992 (19th) | Aladdin                                    |
| 1992 (19th) | Familjen Addams                            |
| 1992 (19th) | Batman – återkomsten                       |
| 1992 (19th) | Skönheten och odjuret ‡                    |
| 1992 (19th) | Döden klär henne                           |
| 1992 (19th) | Hook                                       |
| 1992 (19th) | Toys                                       |
| 1993 (20th) | The Nightmare Before Christmas             |
| 1993 (20th) | Den heliga familjen Addams                 |
| 1993 (20th) | Måndag hela veckan                         |
| 1993 (20th) | Heart and Souls                            |
| 1993 (20th) | Hocus Pocus                                |
| 1993 (20th) | Den siste actionhjälten                    |
| 1993 (20th) | Rookie of the Year                         |
| 1994 (21st) | Forrest Gump †                             |
| 1994 (21st) | Angels in the Outfield                     |
| 1994 (21st) | Ed Wood                                    |
| 1994 (21st) | The Flintstones                            |
| 1994 (21st) | Lejonkungen                                |
| 1994 (21st) | The Mask                                   |
| 1994 (21st) | Nu är det jul igen                         |
| 1995 (22nd) | Babe – den modiga lilla grisen ‡           |
| 1995 (22nd) | Batman Forever                             |
| 1995 (22nd) | Casper                                     |
| 1995 (22nd) | Fluke                                      |
| 1995 (22nd) | Indianen i skåpet                          |
| 1995 (22nd) | Jumanji                                    |
| 1995 (22nd) | Toy Story                                  |
| 1996 (23rd) | Dragonheart                                |
| 1996 (23rd) | Matilda                                    |
| 1996 (23rd) | Pinocchios äventyr                         |
| 1996 (23rd) | Ringaren i Notre Dame                      |
| 1996 (23rd) | James och jättepersikan                    |
| 1996 (23rd) | Den galna professorn                       |
| 1996 (23rd) | Fenomen                                    |
| 1997 (24th) | Austin Powers: Hemlig internationell agent |
| 1997 (24th) | Batman & Robin                             |
| 1997 (24th) | Djungel-George                             |
| 1997 (24th) | Herkules                                   |
| 1997 (24th) | The Lost World: Jurassic Park              |
| 1997 (24th) | Mus i sitt eget hus                        |
| 1998 (25th) | The Truman Show                            |
| 1998 (25th) | Babe – en gris kommer till stan            |
| 1998 (25th) | Ett småkryps liv                           |
| 1998 (25th) | Änglarnas stad                             |
| 1998 (25th) | Godzilla                                   |
| 1998 (25th) | Välkommen till Pleasantville               |
| 1999 (26th) | I huvudet på John Malkovich                |
| 1999 (26th) | Austin Powers: The Spy Who Shagged Me      |
| 1999 (26th) | Mumien                                     |
| 1999 (26th) | Stuart Little                              |
| 1999 (26th) | Tarzan                                     |
| 1999 (26th) | Toy Story 2                                |

## 2000-talet
| År          | Film                                                               |
| ----------- | ------------------------------------------------------------------ |
| 2000 (27th) | Frequency – Livsfarlig frekvens                                    |
| 2000 (27th) | Flykten från hönsgården                                            |
| 2000 (27th) | Dinosaurier                                                        |
| 2000 (27th) | En andra chans                                                     |
| 2000 (27th) | Grinchen – julen är stulen                                         |
| 2000 (27th) | Vad kvinnor vill ha                                                |
| 2001 (28th) | Sagan om ringen ‡                                                  |
| 2001 (28th) | Harry Potter och de vises sten                                     |
| 2001 (28th) | Monsters, Inc.                                                     |
| 2001 (28th) | Mumien – återkomsten                                               |
| 2001 (28th) | Shrek                                                              |
| 2001 (28th) | Spy Kids                                                           |
| 2002 (29th) | Sagan om de två tornen ‡                                           |
| 2002 (29th) | Harry Potter och Hemligheternas kammare                            |
| 2002 (29th) | Drakarnas rike                                                     |
| 2002 (29th) | Nu är det jul igen 2                                               |
| 2002 (29th) | The Scorpion King                                                  |
| 2002 (29th) | Spider-Man                                                         |
| 2003 (30th) | Sagan om konungens återkomst †                                     |
| 2003 (30th) | Big Fish                                                           |
| 2003 (30th) | Freaky Friday                                                      |
| 2003 (30th) | The League                                                         |
| 2003 (30th) | Peter Pan                                                          |
| 2003 (30th) | Pirates of the Caribbean: Svarta Pärlans förbannelse               |
| 2004 (31st) | Spider-Man 2                                                       |
| 2004 (31st) | Birth                                                              |
| 2004 (31st) | Harry Potter och fången från Azkaban                               |
| 2004 (31st) | Hellboy                                                            |
| 2004 (31st) | Lemony Snickets berättelse om syskonen Baudelaires olycksaliga liv |
| 2004 (31st) | Flying Daggers                                                     |
| 2005 (32nd) | Batman Begins                                                      |
| 2005 (32nd) | Kalle och chokladfabriken                                          |
| 2005 (32nd) | Berättelsen om Narnia: Häxan och lejonet                           |
| 2005 (32nd) | Harry Potter och den flammande bägaren                             |
| 2005 (32nd) | King Kong                                                          |
| 2005 (32nd) | Zathura – Ett rymdäventyr                                          |
| 2006 (33rd) | Superman Returns                                                   |
| 2006 (33rd) | Min vän Charlotte                                                  |
| 2006 (33rd) | Eragon                                                             |
| 2006 (33rd) | Natt på museet                                                     |
| 2006 (33rd) | Pirates of the Caribbean: Död mans kista                           |
| 2006 (33rd) | Stranger Than Fiction                                              |
| 2007 (34th) | Förtrollad                                                         |
| 2007 (34th) | Guldkompassen                                                      |
| 2007 (34th) | Harry Potter och Fenixorden                                        |
| 2007 (34th) | Pirates of the Caribbean: Vid världens ände                        |
| 2007 (34th) | Spider-Man 3                                                       |
| 2007 (34th) | Stardust                                                           |
| 2008 (35th) | Benjamin Buttons otroliga liv ‡                                    |
| 2008 (35th) | Berättelsen om Narnia: Prins Caspian                               |
| 2008 (35th) | Hancock                                                            |
| 2008 (35th) | Spiderwick                                                         |
| 2008 (35th) | Twilight                                                           |
| 2008 (35th) | Wanted                                                             |
| 2009 (36th) | Watchmen                                                           |
| 2009 (36th) | Harry Potter och halvblodsprinsen                                  |
| 2009 (36th) | Flickan från ovan                                                  |
| 2009 (36th) | The Time Traveler's Wife                                           |
| 2009 (36th) | Till vildingarnas land                                             |

## 2010-talet
| År               | Film                                                      |
| ---------------- | --------------------------------------------------------- |
| 2010 (37th)      | Alice i Underlandet                                       |
| 2010 (37th)      | Berättelsen om Narnia: Kung Caspian och skeppet Gryningen |
| 2010 (37th)      | Clash of the Titans                                       |
| 2010 (37th)      | Harry Potter och dödsrelikerna – Del 1                    |
| 2010 (37th)      | Scott Pilgrim vs. the World                               |
| 2010 (37th)      | The Twilight Saga: Eclipse                                |
| 2011 (38th)      | Harry Potter och dödsrelikerna – Del 2                    |
| 2011 (38th)      | Hugo ‡                                                    |
| 2011 (38th)      | Immortals                                                 |
| 2011 (38th)      | Midnatt i Paris ‡                                         |
| 2011 (38th)      | Mupparna                                                  |
| 2011 (38th)      | Thor                                                      |
| 2012 (39th)      | Berättelsen om Pi ‡                                       |
| 2012 (39th)      | The Amazing Spider-Man                                    |
| 2012 (39th)      | Hobbit: En oväntad resa                                   |
| 2012 (39th)      | Ruby Sparks                                               |
| 2012 (39th)      | Snow White and the Huntsman                               |
| 2012 (39th)      | Ted                                                       |
| 2013 (40th)      | Her ‡                                                     |
| 2013 (40th)      | About Time                                                |
| 2013 (40th)      | Hobbit: Smaugs ödemark                                    |
| 2013 (40th)      | Jack the Giant Slayer                                     |
| 2013 (40th)      | Oz: The Great and Powerful                                |
| 2013 (40th)      | The Secret Life of Walter Mitty                           |
| 2014 (41st)      | Hobbit: Femhäraslaget                                     |
| 2014 (41st)      | Birdman †                                                 |
| 2014 (41st)      | The Grand Budapest Hotel ‡                                |
| 2014 (41st)      | Into the Woods                                            |
| 2014 (41st)      | Maleficent                                                |
| 2014 (41st)      | Paddington                                                |
| 2015 (42nd)      | Berättelsen om Askungen                                   |
| 2015 (42nd)      | The Age of Adaline                                        |
| 2015 (42nd)      | Baahubali: The Beginning                                  |
| 2015 (42nd)      | Goosebumps                                                |
| 2015 (42nd)      | The Hunger Games: Mockingjay – Part 2                     |
| 2015 (42nd)      | Ted 2                                                     |
| 2016 (43rd)      | Djungelboken                                              |
| 2016 (43rd)      | A Monster Calls                                           |
| 2016 (43rd)      | Fantastiska vidunder och var man hittar dem               |
| 2016 (43rd)      | Ghostbusters                                              |
| 2016 (43rd)      | Miss Peregrines hem för besynnerliga barn                 |
| 2016 (43rd)      | Peter och draken Elliott                                  |
| 2016 (43rd)      | Stora vänliga jätten                                      |
| 2017 (44th)      | The Shape of Water †                                      |
| 2017 (44th)      | Skönheten och odjuret                                     |
| 2017 (44th)      | Downsizing                                                |
| 2017 (44th)      | Jumanji: Welcome to the Jungle                            |
| 2017 (44th)      | Kong: Skull Island                                        |
| 2017 (44th)      | Paddington 2                                              |
| 2018/2019 (45th) | Toy Story 4                                               |
| 2018/2019 (45th) | Aladdin                                                   |
| 2018/2019 (45th) | Dumbo                                                     |
| 2018/2019 (45th) | Fantastiska vidunder: Grindelwalds brott                  |
| 2018/2019 (45th) | Godzilla: King of the Monsters                            |
| 2018/2019 (45th) | Mary Poppins kommer tillbaka                              |
| 2018/2019 (45th) | Yesterday                                                 |
| 2019/2020 (46th) | Once Upon a Time in Hollywood                             |
| 2019/2020 (46th) | Bill & Ted Face the Music                                 |
| 2019/2020 (46th) | Jumanji: The Next Level                                   |
| 2019/2020 (46th) | Lejonkungen                                               |
| 2019/2020 (46th) | Maleficent 2: Ondskans härskarinna                        |
| 2019/2020 (46th) | Sonic the Hedgehog                                        |
| 2019/2020 (46th) | The Witches                                               |

## 2020-talet
| År                                            | Film |
| --------------------------------------------- | ---- |
| 2021/2022 (47th)                              |      |
| Everything Everywhere All at Once             |      |
| Cruella                                       |      |
| Fantastiska vidunder: Dumbledores hemligheter |      |
| Ghostbusters: Afterlife                       |      |
| The Green Knight                              |      |
| The Unbearable Weight of Massive Talent       |      |